# Microlechia chretieni
Microlechia chretieni is een vlinder uit de familie tastermotten (Gelechiidae). De wetenschappelijke naam is voor het eerst geldig gepubliceerd in 1924 door Turati.
De soort komt voor in Europa.